# ام۳۹
مسلسل سنگین ام۳۹ توپ مسلسلی است ۲۰ میلیمتری و تک لوله که در سال ۱۹۵۱ برای نیروی هوایی ایالات متحده آمریکا ساخته شد. این مسلسل از اوائل دهه ۱۹۵۰ تا میانه ی دهه ۱۹۸۰ در هواگردهای بسیاری تعبیه شد.